# Schweich (Luxemburg)
Schweich (Luxemburgs: Schweech) is een plaats in de gemeente Beckerich en het kanton Redange in Luxemburg.

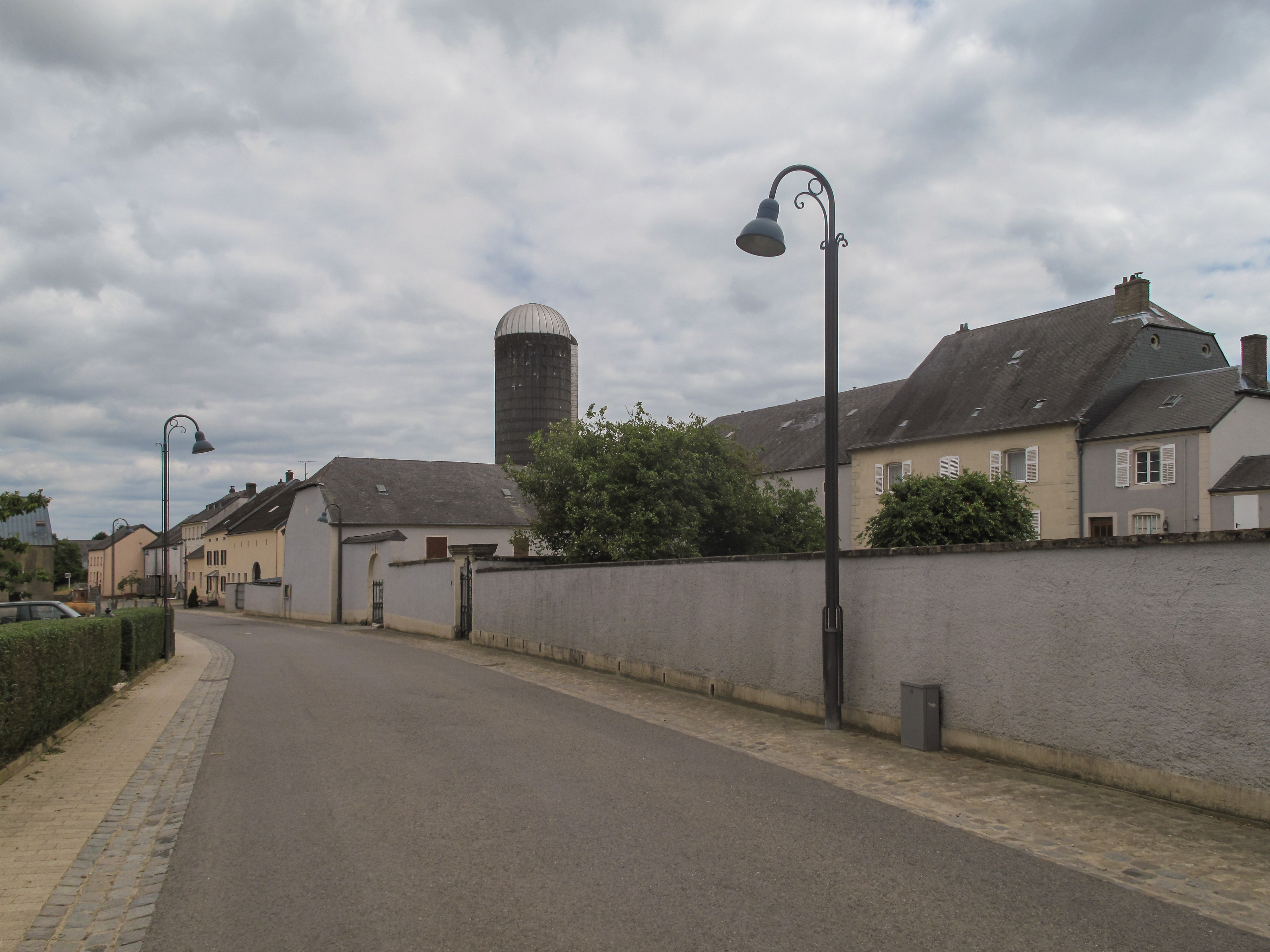
Schweich, straatzicht met watertoren

Schweich telt 184 inwoners (2001).